# Pozzomaggiore
Pozzomaggiore település Olaszországban, Szardínia régióban, Sassari megyében. Lakosainak száma 2376 fő (2023. január 1.). Pozzomaggiore Cossoine, Mara, Padria, Semestene, Suni, Bosa és Sindia községekkel határos.

## Népesség
A település lakossága az elmúlt években az alábbi módon változott:
| Lakosok száma | 2615 | 2577 | 2376 |
|               | 2017 | 2018 | 2023 |